# Kendallina
Kendallina (лат.) — вымерший род трилобитов семейства Parabolinoididae с очертанием в виде перевёрнутого яйца, широким головным щитом, маленькими глазами, небольшими отогнутыми шипами, 12 сегментами торакса и небольшим коротким хвостовым щитом. Обитал в позднем кембрийском периоде на территории современных Канады и США.

## Описание
Очертания экзоскелета Kendallina напоминают перевёрнутое яйцо, ширина прямоугольного головного щита (цефалона) в два раза превышает длину. Отчётливая центральная возвышенность (глабелла) без учёта заднего затылочного кольца почти такой же ширины, как и длина, умеренно выпуклая, усечённо-суживающаяся, с тремя парами поверхностных или рудиментарных боковых борозд. Затылочное кольцо хорошо распознаётся. Расстояние между глабеллой и каймой (предглабельной областью) составляет ±¼ длины глабеллы. У Kendallina маленькие глаза, составляющие ⅛ длины цефалона, расположены около передней части глабеллы и составляют примерно половину её ширины. Остальные части цефалона, называемые фиксированными и свободными щёками (фиксигены и либригены), плоские. Линии излома (или швы), отделяющие либригены от фиксиген при линьке, расходятся непосредственно перед глазами, становятся параллельными возле пограничной борозды и густо сходятся по краю. С задней стороны глаз швы прямые, расходятся наружу и назад примерно под углом 45°, рассекая задний край цефалона в пределах внутреннего изгиба торакса (опистопарные швы). Торакс животного поделён на 12 сегментов, передний постепенно сужается к боковым краям, а далее сегменты округляются с коротким, отклонённым наружу шипом на задней части боковых краёв. Маленький хвостовой щит (пигидий) составляет ⅓ ширины цефалона, узкий в поперечнике, ширина в три раза превышает длину. Ось пигидия примерно такой же ширины, как и плевральные области с каждой стороны, имеет до трёх осевых колец и терминаль и почти достигает края. До четырёх плевральных сегментов с глубокими интерплевральными и неглубокими плевральными бороздками. Задний край гладкий или с одной парой мелких шипиков. Поверхность с мелкими гранулами или гладкая.

## Таксономия
Изначально Kendallina получила название Kendallia Berg, 1953, но оно уже оказалось занято (преоккупированно) востробрюшкой, которую Эверманн и Шоу так назвали в 1927 году. Замещающее название было предложено в «Научном труде по палеонтологии беспозвоночных» Кристиной Лохман-Балк в том же году. С тех пор Kendallia Evermann & Shaw, 1927 считается младшим синонимом востробрюшки (Hemiculter).

## Распространение
- K. biforota известен из верхнего кембрия Соединённых Штатов (франконский ярус, зона Conaspis, формация Дэвис, группа Элвинс, округ Вашингтон, штат Миссури, 37°54′ с. ш. 90°42′ з. д.HGЯO)[3].
- K. crassitesta найден в верхнем кембрии Канады (санваптский ярус, подзоны Parabolinoides и Taenicephalus shumardi, формация Бизон-Крик, провинция Альберта, 51°30′ с. ш. 116°12′ з. д.HGЯO)[4].
- K. eryon найден в верхнем кембрии Соединённых Штатов (секция Клер-Крик, формация Опен-Дор, округ Саблетт, Вайоминг, 43°18′ с. ш. 109°48′ з. д.HGЯO)[5].